# Parafia św. Franciszka z Asyżu w Zielonej Górze
Parafia św. Franciszka z Asyżu w Zielonej Górze – rzymskokatolicka parafia położona w dekanacie Zielona Góra – Podwyższenia Krzyża Świętego, diecezji zielonogórsko-gorzowskiej, metropolii szczecińsko-kamieńskiej w Polsce. Parafia prowadzona jest przez Zakon Braci Mniejszych Konwentualnych prowincji św. Antoniego z Padwy i bł. Jakuba Strzemię w Krakowie.
Erygowana 14 sierpnia 1999 przez biskupa Adama Dyczkowskiego.

## Proboszczowie
- o. Zdzisław Tamioła OFMConv. (1999–2016)
- o. Stanisław Glista OFMConv.  (2016–2020)
- o. Stanisław Czerwonka OFMConv. (2020–2024)
- o. Bronisław Staworowski OFMConv. (od 10 czerwca 2024)

## Zasięg parafii
- Bociania,
- Botaniczna numery nieparzyste oraz numery parzyste od 16,
- Brzozowa,
- Czyżykowa,
- Festiwalowa,
- Jaskółcza,
- Łabędzia,
- Jacka Kaczmarskiego numery parzyste,
- Jana Kilińskiego,
- Kosynierów,
- Kożuchowska numery nieparzyste od 15 do 35A,
- Maciejowicka,
- Generała Madalińskiego,
- ks. Kazimierza Michalskiego,
- Nasza,
- Czesława Niemena,
- Ogrodowa numery nieparzyste 5A-9 i numery parzyste 40-56,
- Orla,
- Pawia,
- Piastowska,
- Emilii Plater 7A-7I,
- Połaniecka,
- Ptasia,
- Racławicka,
- Sokola,
- Sowia,
- Szczekocińska,
- Jerzego Waszczyka,
- Wiśniowa numery parzyste,
- Wypoczynek,
- Stefana Wyszyńskiego numery parzyste 6-10 i numery nieparzyste 1-13,
- Żurawia